# 시라카와촌 (교토부)
시라카와촌(일본어: 白川村)은 일본 교토부 오타기군에 있던 촌이다.

## 역사
- 1889년 4월 1일 - 정촌제 시행에 의해 시라카와촌이 성립하였다.
- 1918년 4월 1일 - 교토시 시모교구에 편입되었다. 1929년 가미교구에서 분구되어 사쿄구가 신설되면서 구촌 지역은 모두 사쿄구로 편입되었다.

## 참고문헌
- 旧京都府愛宕郡郡役所 『洛北誌：旧京都府愛宕郡村誌』 大学堂書店、1970年（1911年初版の復刻版）
- 『京都市の地名』 平凡社、1979年
- 『角川日本地名大辞典26：京都府』（上）（下） 가도카와 쇼텐、1982年